# Croisé
Pour les articles homonymes, voir Croisé (homonymie).
 (mai 2009).
Si vous disposez d'ouvrages ou d'articles de référence ou si vous connaissez des sites web de qualité traitant du thème abordé ici, merci de compléter l'article en donnant les références utiles à sa vérifiabilité et en les liant à la section « Notes et références ».
 (mai 2009).
Améliorez-le ou discutez des points à vérifier. 
Un croisé est un chevalier chrétien occidental (catholique) qui a participé aux croisades du Moyen Âge. Il est appelé croisé car il a une croix cousue sur ses vêtements.
Le terme croisade n'apparaît qu'au XVe siècle ; celui de croisé, qui n'existe pas en latin et qui est issu des langues vernaculaires, n'apparaît qu'au quatrième concile du Latran, en 1215. Auparavant, le chevalier croisé est désigné comme un pèlerin armé.

## Historique & religieux

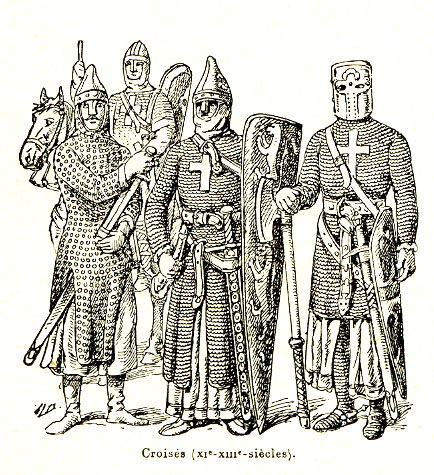
Croisés (Larousse, 1922).

### Conquête de Jérusalem

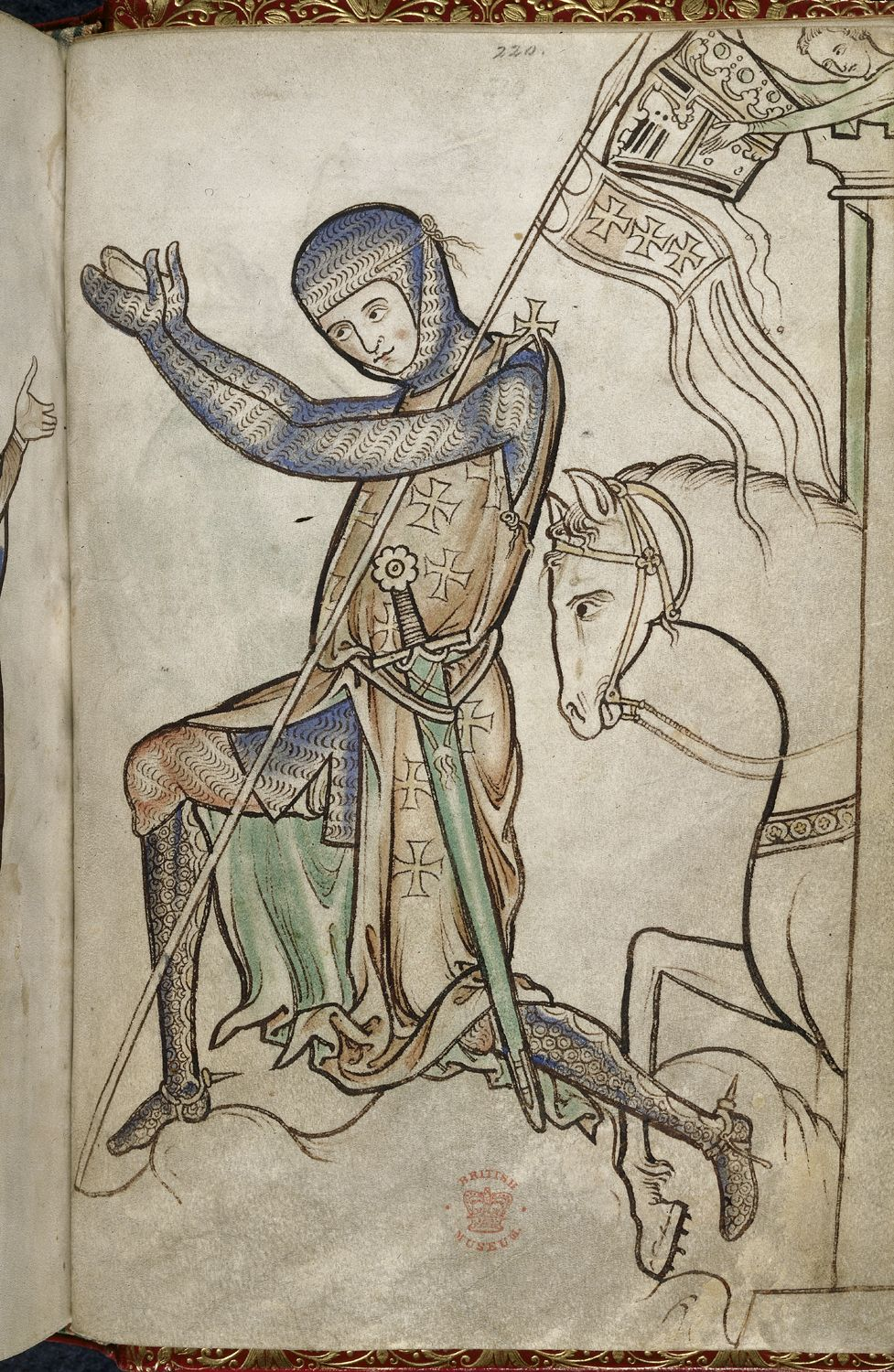
Croisé agenouillé. Psautier de Westminster, vers 1220-1250.

En 1095 se tient le concile de Clermont. Lors de ce concile, le pape Urbain II appelle les chrétiens à libérer Jérusalem, alors sous domination seldjoukide, marquant ainsi le début de la première croisade (1095-1099).
Dès 1099, les croisés réussissent à prendre Jérusalem.
Le départ en Orient est un moyen de s’affranchir de la contrainte du lignage, en un temps où le mouvement de paix et le resserrement des liens vassaliques limitent les occasions d’aventure. La croisade réalise la fusion de l’esprit féodal et des préceptes chrétiens (le chevalier réalise au service du Christ et de l’Église son devoir vassalique). Le croisé pense également que participer à la croisade permettra le rachat de ses péchés.
Formée de contingents féodaux cheminant isolément, encombrée de non-combattants, l'armée croisée ne répond pas au désir du pape, qui l’aurait voulue unie sous la direction d’un légat et d’un chef laïc. Elle répond encore moins aux vœux de l'empereur byzantin Alexis Ier Comnène, qui entretient des rapports pacifiques avec les Seldjoukides de Rum après avoir triomphé des Petchénègues et s'être débarrassé de Zachas, l’émir de Smyrne. En effet, l’arrivée de la croisade lui pose des problèmes de ravitaillement et de surveillance. Cependant, il avait fait préparer des approvisionnements et assuré aux croisés qu’il faciliterait leur passage à condition qu’ils respectent leurs engagements de paix.
Le premier concile du Latran en 1123 donne un statut juridique au croisé : il bénéficie d'indulgences (immunités spirituelles à la différence du fuero, tel le fuero de Sepúlveda (es) en 1076 qui n'est qu'une immunité temporelle), il voit ses biens protégés (par contre il est autorisé à se procurer un butin de guerre), mais aussi l'inviolabilité de son vœu de croisade.

### Autres croisades
En dehors des croisades effectuées en Orient, plusieurs croisades ont lieu à la même époque en Europe. C'est le cas de la reconquête par des armées chrétiennes d'Andalus, croisade connue sous le terme de Reconquista.
Une seconde croisade eut lieu dans le Sud de la France contre le catharisme ; elle est connue sous le nom de croisade des albigeois.

## Vestiges des croisades

### En Orient
Les croisés, par leur présence armée, ont laissé de nombreuses constructions fortifiées qui jalonnent les territoires sur la route de Jérusalem au Moyen-Orient, comme le krak des Chevaliers en Syrie.

### En Europe
Les croisés ont rapporté de nombreuses reliques de Terre sainte, comme la sainte couronne que le roi Louis IX (saint Louis) reçoit du roi Baudouin II

## Exactions
Le Midi de la France connaît au début du XIIIe siècle un fort développement du mouvement religieux cathare. L'opposition des catholiques entraîne la région tout entière dans une guerre religieuse, au terme de laquelle le catholicisme sort vainqueur et les cathares anéantis. Durant la guerre albigeoise, le comte de Toulouse confie à Hugues d'Alfaro la lourde tâche de repousser les croisés hors de la place forte de Penne. Mais, au début du mois d'août 1212, après cinquante jours de siège, Penne capitule.

### Chevaliers croisés et antijudaïsme
Le manque de préparatifs et de moyens financiers entraînent des exactions lors des croisades. L'amalgame entre « infidèles » et juifs ou musulmans, dans l'esprit de certains chevaliers croisés, s'accompagne de l'intention de faire payer aux juifs la mort du Christ. Des incidents graves sont signalés en décembre 1095, lors du départ de la croisade de Pierre l'Ermite à Rouen et en Champagne. Mais les communautés juives sont davantage éprouvées par Volkmar et Emich de Leiningen. Des pogroms ont lieu à Spire, à Worms et à Mayence. Seuls les évêques de Spire et de Worms offrent un abri aux juifs. Les croisés s'attaquent aux juiveries de Cologne, de Metz, de Trèves et de la basse vallée du Rhin.
Le moine français Radulphe quitta son monastère sans la permission de ses supérieurs, et voyagea pendant la deuxième croisade (1146-1149) jusqu'à la vallée du Rhin. Il prêcha « que les juifs devaient être tués en tant qu'ennemis de la religion chrétienne ». À Cologne, Simon le Pieux fut assassiné et mutilé. À Spire, une femme fut torturée sur la roue afin de la convertir au christianisme. Mais des prêtres séculiers firent tout leur possible pour protéger les juifs. Arnold, l'archevêque de Cologne, leur offrit le refuge de son château fortifié, et les autorisa à s'armer ; les croisés s'abstinrent d'attaquer le château, mais tuèrent tous les juifs qui tombaient dans leurs mains. Heinrich Ier Felix von Harburg, archevêque de Mayence, admit dans sa maison des juifs poursuivis par un groupe de croisés ; le groupe força l'entrée et les tua devant ses yeux.
En France, la croisade lancée contre les Maures en Espagne s'était en effet soldée par la mise à mort sans distinction de tous les juifs que les croisés rencontraient sur leur chemin (en Champagne) : la figure de l'infidèle se déplace, par effet de proximité, du Maure au juif rencontré en chemin.
En Terre sainte, les croisés sont appelés les égarés (תועים en hébreu to'im) selon les chroniqueurs juifs de l'époque.

## Croisés célèbres non chevaliers

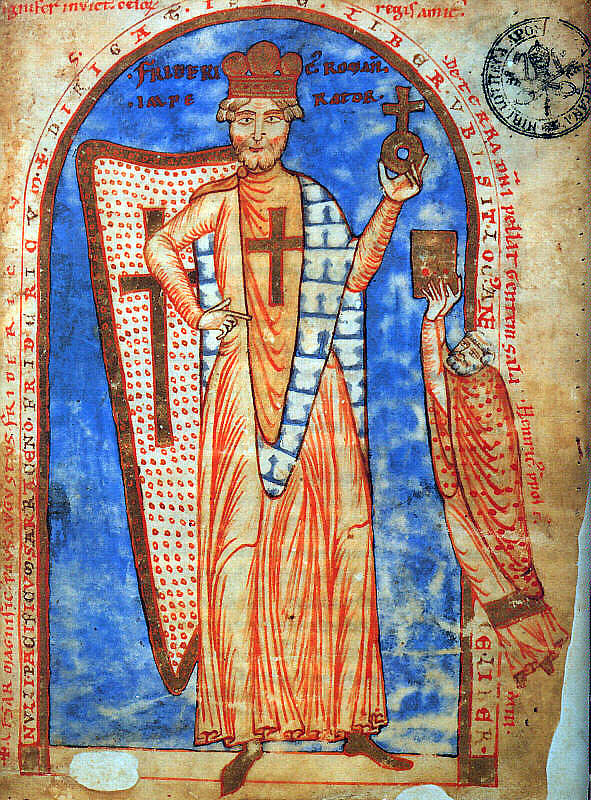
Frédéric Barberousse habillé en croisé.

- Eudes Rigaud, archevêque de Rouen de 1248 à 1275, quitta son archevêché pour rejoindre l'armée des croisés le 15 mars 1270.
- Raimbaut de Vaqueiras, troubadour devenu soldat et compagnon du marquis Boniface de Montferrat. Sa « lettre épique » est une source essentielle sur la vie de Boniface et sur la première année de l'empire latin de Constantinople. On pense qu’il est mort pendant une bataille près de Thessalonique en 1207.
- Foucher de Chartres, un chroniqueur médiéval qui après avoir assisté au concile de Clermont se fit croisé et assista Baudouin Ier en qualité de chapelain. Il est connu pour être l'auteur de la Gesta Francorum Iherusalem peregrinantium (en) (Geste des Francs au pèlerinage à Jérusalem), en trois volumes écrits entre 1101 et 1128.

## Femmes connues

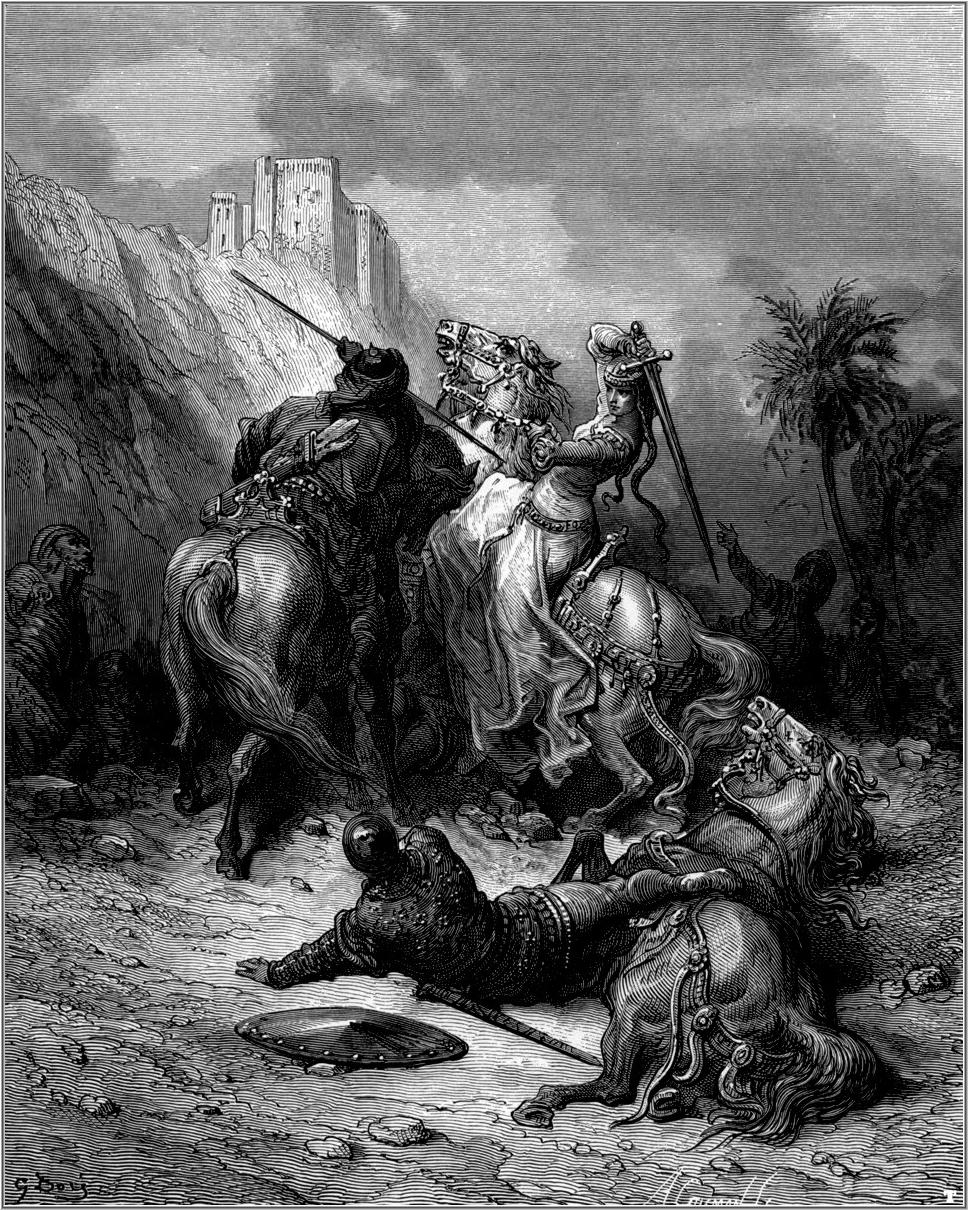
Florine de Bourgogne participe à la première croisade avec son époux.
Illustration par Gustave Doré.

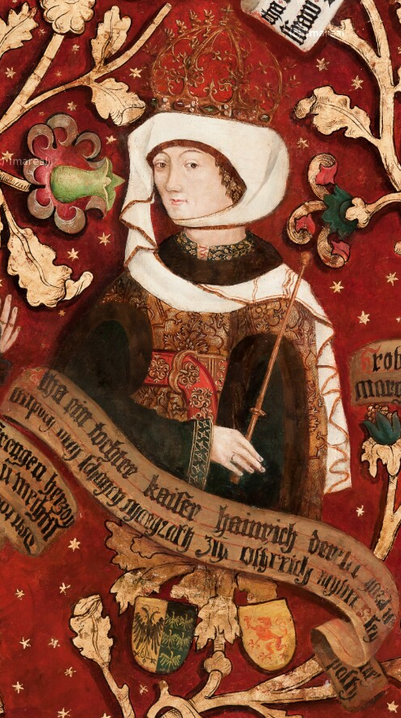
Ida de Cham mène sa propre armée aux croisades de secours.

Contrairement à une idée reçue, toutes les femmes de seigneurs croisés ne restèrent pas en Europe à attendre le retour de leur mari. Certaines accompagnèrent leur mari, effectuant en même temps le pèlerinage en Terre sainte.

### Première croisade
On connait le nom d'un certain nombre d'épouses de croisés qui accompagnèrent leurs maris durant la première croisade :
- Elvire de Castille, femme de Raymond de Saint-Gilles, comte de Toulouse (en Terre sainte, elle accouche d'un fils Alphonse, qui est baptisé dans le Jourdain) ;
- Godehilde de Tosny, femme de Baudouin de Boulogne (elle meurt pendant l'expédition).

Mais les femmes qui prirent la croix ne se limitent pas aux femmes des chefs. De nombreuses femmes accompagnèrent les troupes, telles deux converses de la collégiale de Serrabone, près de Perpignan, du nom de Richarda et d'Estevania. Certaines jouèrent un rôle important lors des batailles. Ainsi, le 1er juillet 1097, les Turcs attaquent à Dorylée l'armée de Bohémond de Tarente, alors séparée de celles de Godefroy de Bouillon et de Raymond de Saint-Gilles. L'anonyme de la première croisade écrit alors que « nos femmes furent d'un grand secours en apportant de l'eau à boire à nos combattants, et aussi en ne cessant de les encourager au combat et à la défense ». La ténacité des Normands, soutenus par les femmes, leur permit de tenir suffisamment longtemps pour permettre à Godefroy et à Raymond d'approcher du combat et de vaincre les Turcs.

### Deuxième croisade
La deuxième croisade fut entreprise avec une personnalité célèbre, en la personne de la reine de France, Aliénor d'Aquitaine. Elle avait énormément œuvré pour recueillir des subsides et pour persuader les nobles poitevins. Mais elle avait également incité plusieurs femmes de haut rang à la suivre, comme Mathilde de Carinthie, comtesse de Blois, Sibylle d'Anjou, comtesse de Flandre, Faydide, comtesse de Toulouse, Florine de Bourgogne, mais toutes ces femmes n'entendaient pas se passer de leurs dames d'apparat et de leurs chambrières. L'armée croisée fut accompagnée d'un grand nombre de chariots, ce qui suscita les critiques des hommes d'armes (trop vulnérable, en cas d'attaque du convoi), et des membres du clergé (trop de débauche, le soir au bivouac).[réf. nécessaire]
D'autres femmes sont citées au cours des autres croisades, et l'on en voit plus d'une participer aux combats, notamment lors des sièges des villes par les Sarrasins.

## Utilisation
Lors des attentats du 13 novembre 2015 en France, l'organisation État islamique utilise le mot « croisé » pour désigner les cibles (et victimes) de ces attaques.